# TooTimeTooTimeTooTime
«TooTimeTooTimeTooTime» (estilizado en mayúsculas) es una canción de la banda inglesa The 1975 de su tercer álbum de estudio, A Brief Inquiry into Online Relationships (2018). La canción fue escrita por George Daniel, Matthew Healy y Guendoline Rome Viray Gomez, quien tiene el nombre artístico de No Rome, mientras que la producción de la canción estuvo a cargo de los dos primeros. Fue lanzado el 15 de agosto de 2018 por Dirty Hit y Polydor Records como el tercer sencillo del álbum. El ritmo se originó a partir de un accidente ocurrido durante "Narcissist", la colaboración de la banda con No Rome. Habiendo desarrollado una estructura de canción esquelética, la banda creó la canción para celebrar su variada discografía y afición por la música pop.
«TooTimeTooTimeTooTime» es una canción de electropop y synth-pop que gira en torno a un ritmo house tropical de cuatro en el piso. Además de los géneros principales, la canción se basa en un conjunto diverso de estilos musicales que incluyen Afrobeats, dancehall, europop, disco y sophisti-pop . Su producción consiste en percusión de influencia afropop, sintetizadores difusos, pulso de bombo, guitarras eléctricas, samples vocales y puñaladas de piano. Temáticamente, la canción explora la comunicación en la era digital, específicamente cómo las redes sociales e Internet pueden afectar las relaciones, lo que lleva a la infidelidad . En la letra, Healy intenta contar la cantidad de veces que ha llamado a una mujer.
Tras su lanzamiento, "TooTimeTooTimeTooTime" recibió críticas positivas de los críticos de música contemporánea, quienes elogiaron el lirismo lúdico, la producción optimista y la experimentación sonora de la canción. Comercialmente, la canción alcanzó el puesto 26 en el UK Singles Chart, el 29 en Escocia, el 29 en Irlanda, el 17 en el Billboard Hot Rock & Alternative Songs de Estados Unidos y el 17 en el Heatseeker de Suecia. Posteriormente, la canción fue certificada plata en el Reino Unido por la British Phonographic Industry (BPI). Un video musical vertical adjunto se estrenó el 15 de agosto de 2018, mientras que la versión en pantalla completa se lanzó el 29 de agosto de 2018. Representa a Healy y un grupo de fans bailando y sincronizando los labios con la letra de la canción frente a un telón de fondo multicolor cambiante.

## Antecedentes y grabación
| "Negociar estas cosas que son como relaciones en un mundo que se basa en tantas cosas que simplemente no lo son, en la forma en que Instagram o Twitter o lo que sea, puede llegar a los rincones y recovecos de uno relaciones reales. No creo que tengas que ser monógamo o no saber cómo se siente eso. Y [hay] casi una frivolidad en ello, lo cual me gusta, porque no hago frivolidades muy a menudo ".——Healy, sobre el tema de infidelidad presente en "TooTimeTooTimeTooTime". |

The 1975 lanzó su segundo álbum de estudio I Like It When You Sleep, for You Are So Beautiful yet So Unaware of It en febrero de 2016 y obtuvo un éxito comercial y de crítica. A nivel nacional, encabezó la lista de álbumes del Reino Unido y la lista de álbumes escoceses. En los Estados Unidos, el álbum alcanzó el puesto número uno en las listas US Billboard 200, Top Alternative Albums y Top Rock Albums. El álbum recibió críticas positivas y es considerado por varias publicaciones como uno de los mejores álbumes de 2016. En abril de 2017, la banda anunció que su tercer álbum de estudio se titularía Music For Cars, cuyo lanzamiento está previsto para 2018. En abril de 2018, comenzaron a aparecer carteles que promocionaban Music For Cars en Londres y Manchester. Sin embargo, en mayo, Healy anunció que Music For Cars ahora representaría una "era" compuesta por dos álbumes de estudio. El primero, A Brief Inquiry into Online Relationships (2018), se publicó en noviembre del mismo año e incluye «TooTimeTooTimeTooTime».
En una entrevista en el programa Annie Mac's Hottest Record in the World de la BBC Radio 1, Healy reveló que "TooTimeTooTimeTooTime" se creó accidentalmente durante la grabación de "Narcissist" (2018), la colaboración de 1975 con No Rome . La pareja estaba trabajando en la producción de la canción cuando, según Healy: "[...] algo salió mal. Simplemente comenzó a girar demasiado rápido y el ritmo en 2 tiempos simplemente apareció. Y luego lo hicimos ".  Habiendo desarrollado una estructura de canción esquelética, influenciada por el reguetón, Healy comenzó a escribir la demo para "TooTimeTooTimeTooTime".  Hablando con Sam Sodomsky de Pitchfork, Healy dijo que quería celebrar la discografía musicalmente variada de la banda, condensando la pista en una canción pop, que admitió que se sentía contraria a la intuición. El cantante describió la canción como una representación sin disculpas de su afición por la música pop, diciendo que no "niega [su] intelecto o integridad". Además, notó que no funcionaría si tratara de ser detallado, queriendo que la canción resuene con los fanáticos y sea agradable, como considera que la música es "en algún momento". La versión final de "TooTimeTooTimeTooTime" fue escrita y producida por Daniel y Healy, mientras que No Rome proporciona composición, programación, batería, sintetizadores y coros adicionales . 

## Música y letras
Musicalmente, "TooTimeTooTimeTooTime" es una canción de electropop y synth-pop que se basa en un ritmo house tropical suave e insistente de cuatro en el piso ejecuta durante una duración de tres minutos y 28 segundos (3:28). La canción contiene una estructura única que subvierte la comunes "fuerte silencioso verso - estribillo " de formato y en su lugar poco a poco crece en intensidad a medida que avanza. Pyror Stroud de PopMatters señaló que la canción contiene un "impulso puro e implacable" que se construye continuamente antes de culminar en un clímax que él considera "lo más cercano [the 1975] ha llegado a la perfección del pop puro". De acuerdo con partitura publicada en Musicnotes.com por Hal Leonard Music Publishing, "TooTimeTooTimeTooTime" se encuentra en el tipo de compás de tiempo común con un moderado ritmo de 116 latidos por minuto. La pista está compuesta en la llave de Ab importante, con la voz de Healy que oscilan entre las notas de E♭<sub id="mwkg">4</sub> y E♭<sub id="mwlA">5</sub>. Sigue una progresión de acordes de D–Bm7–E(add4)–A (add9) / C. "TooTimeTooTimeTooTime" tiene una producción melódica alegre, compuesta de percusión optimista con influencia Afropop, texturas de sintetizador difusas, y groove optimista, acordes de sintetizador acuosos, un pulso constante de bombo , funk - líneas de guitarra eléctrica de estilo, muestras vocales con cambios de tono, florituras electrónicas y puñaladas de piano. La producción de la canción también se basa en la música house Afrobeats, dancehall, sophisti-pop, ambient, bubblegum pop, indietronica, disco, piano house, música electrónica y Europop.
Temáticamente, «TooTimeTooTimeTooTime» explora cómo las redes sociales pueden afectar las relaciones modernas. La canción amplía el tema de la comunicación en la era digital, un tema central en A Brief Inquiry into Online Relationships. En el coro, Healy intenta contar la cantidad de veces que ha llamado a cierta mujer ("Solo la llamé una vez / ¿Quizás fueron dos veces? / No creo que haya sido tres veces / No puede ser más de cuatro veces "), antes de acusar a su compañero de hacer lo mismo (" Creo que tenemos que rebobinar / A veces le envías mensajes de texto a ese chico / Debe ser más de tres veces "). El escritor de Rolling Stone, Ryan Reed, comentó que "TooTimeTooTimeTooTime" analiza "cómo las redes sociales alimentan los juegos mentales celosos y la angustia romántica" a través de mensajes de texto sospechosos, llamadas telefónicas perdidas e interacciones de Instagram. Tiana Timmerberg de Radio.com vio la historia temática central detrás de la canción como una historia de amor y desesperación, un sentimiento compartido por el escritor de Billboard Chris Payne, quien escribió que la canción "captura el lado [de Healy] de una espalda y -en adelante con una pareja romántica [...] Ambas partes parecen estar cometiendo el mismo tipo de travesuras".
Ross Horton de musicOMH escribió que «TooTimeTooTimeTooTime» recuerda a la música house tropical que se ejecuta a través de los procesadores de Brian Eno. De manera similar, Philip Cosores de Uproxx observó una mezcla de estética retro con sonidos contemporáneos, ejemplificada por el uso de Auto-Tune en la voz de Healy y ritmos pulsantes que evocan a Peter Gabriel. Jordan Sargent de Spin dijo que la canción "se inclina aún más hacia los brebajes sintéticos y antinaturalmente relucientes de la música dance y dancehall europea". Comparó la pista con las canciones dancehall de ritmo medio de Drake, específicamente "Controlla " (2016) y "Signs" (2017), junto con el remix de Felix Jaehn de "Cheerleader" (2014) de Omi. Pryour Stroud de Slant Magazine sintió que "TooTimeTooTimeTooTime" es un reflejo de la infidelidad moderna, diciendo que se trata de "cómo nos automedicamos en un mundo de tan cruda superficialidad que nada parece importar". El escritor de Spin, Ian Cohen, se hizo eco de esta observación en su reseña de A Brief Inquiry into Online Relationships, y calificó la canción como una deconstrucción de la infidelidad de la era de Instagram. Juan Rodríguez de No Ripcord opinó que el tema "analiza cómo la era digital amplía las áreas grises cuando se trata de asuntos emocionales con una indiferencia casi práctica".

## Lanzamiento y recepción

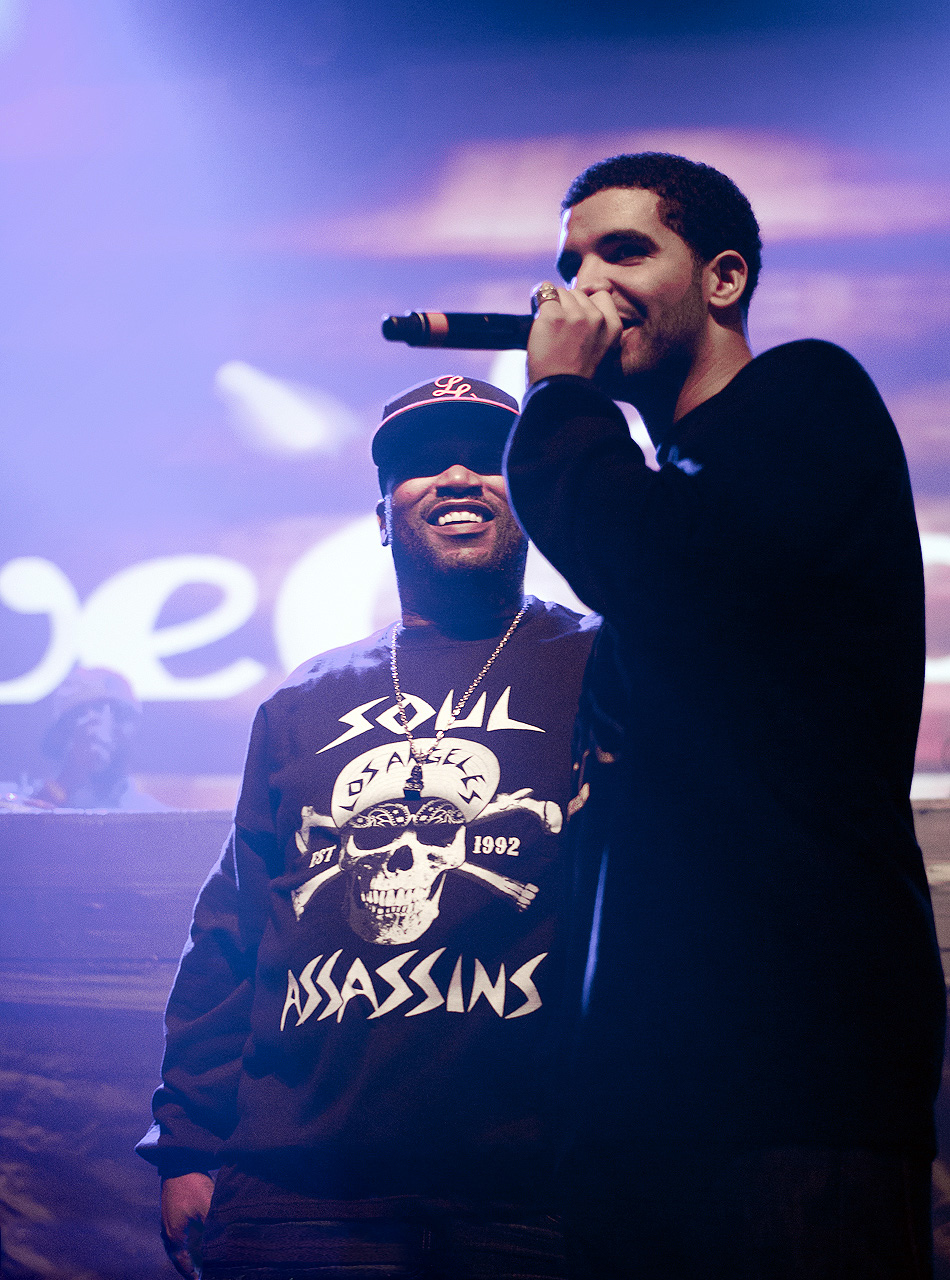
Varios críticos hicieron comparaciones entre "TooTimeTooTimeTooTime" y el trabajo del músico canadiense Drake.

"TooTimeTooTimeTooTime" se publicó el 15 de agosto de 2018. PopMatters declaró la canción como la 16a mejor pista de 2018; Stroud lo llamó "divertido, simple y llanamente, como un algodón de azúcar o una bala de cañón en una piscina". Julianna Ress de The Ringer consideró "TooTimeTooTimeTooTime" el sencillo "más alegre y más amigable para la radio" de A Brief Inquiry into Online Relationships, comparándolo favorablemente con "Passionfruit" de Drake (2017). Elogió el ritmo optimista, la exploración lírica de la ansiedad y el equilibrio de la experimentación sonora con un enfoque continuo en el tema central del álbum, las relaciones en un mundo en línea. Sargent sintió que la pista representaba un punto medio "muy cómodo" entre la inclinación de la banda por la experimentación musical y la música pop contemporánea, llamándola "la declaración de misión más clara de su nuevo álbum hasta ahora".El escritor de Stereogum Ryan Leas elogió a "TooTimeTooTimeTooTime" por infundir con éxito las tendencias de la música pop contemporánea en el sonido característico de 1975, y opinó que la canción "usa mensajes de texto y toques de infidelidad y celos para crear un gancho contagioso basado en números". Conrad Duncan de Under the Radar destacó la canción como un ejemplo de los "innumerables momentos de visión inventiva" del álbum, diciendo que "descarta la verbosidad habitual de la banda para un cruce de pop agudo". Del mismo modo, Larry Fitzmaurice de Uproxx lo consideró su gran avance en el pop global.
Dan Stubbs de NME dijo que tocaría «TooTimeTooTimeTooTime» "hasta la muerte" y destacó la miríada de elementos musicales en "TooTimeTooTimeTooTime". También comentó que a pesar de no ser tan complejo líricamente como "Love It If We Made It", la canción es emblemática del estilo de escritura de Healy, que describió como "conocedor, inseguro, romántico, imperfecto y arrogante al mismo tiempo". En su reseña de A Brief Inquiry into Online Relationships para The Ringer, Lindsay Zoladz elogió la canción por ser capaz de "capturar, de manera tan concisa, los vínculos surrealistas entre el cuerpo y la máquina, la tecnología y la emoción, que ahora dictan la vida ordinaria". Ella llamó específicamente al pareado "Dijo que me debería haber gustado / Dije que solo lo uso a veces", que hace referencia a "me gusta" una publicación de Instagram, una de sus letras favoritas de Healy de todos los tiempos. Shannon Cotton de Gigwise destacó el mismo pareado, viéndolo como una referencia a la "generación" de Instagram donde "las amistades están determinadas por a quién le gustó tu última selfie antes de la noche en el espejo en lugar de algo sustancial o tangible". El escritor de bricolaje Will Richards elogió la "pegajosidad" del coro y las letras "deliberadamente vacías", diciendo que 1975 entiende "el poder de dejar ir [todo] durante tres minutos y medio a través de una canción pop, y una canción pop muy tonta, que te hace sentir en la cima del puto mundo".
Comercialmente, «TooTimeTooTimeTooTime» tuvo un desempeño modesto en las listas musicales de todo el mundo. En el Reino Unido natal de 1975, la canción alcanzó el número 26 en la lista de singles del Reino Unido y el número 29 en Escocia. A nivel internacional, alcanzó el puesto 29 en Irlanda,  número 17 en la lista de Heatseeker de Suecia y el número 17 en la lista de Billboard Hot Rock & Alternative Songs de Estados Unidos. Más tarde, la canción fue certificada plata en el Reino Unido por la British Phonographic Industry (BPI), lo que denota ventas de más de 200.000 unidades. 

## Video musical
En julio de 2018, 1975 invitó a los fanáticos a postularse para aparecer en un próximo video musical que se filmará en Londres . El 22 de julio, Healy tuiteó: "Pasé todo el día grabando un video con nuestros fans y solo quiero decir que no podría estar más orgulloso. Sois todos tan raros y hermosos. Fue uno de los mejores días de mi vida, gracias ". Un video musical de orientación vertical para "TooTimeTooTimeTooTime" debutó a través de Spotify el 15 de agosto de 2018. El 29 de agosto, se lanzó la versión de pantalla completa en la página de YouTube de la banda. El video comienza con fanáticos individuales que sincronizan tranquilamente los labios con la letra de la canción contra un telón de fondo que cambia de color.  Healy, vestida con un esmoquin completamente negro con cabello rubio, se une gradualmente a algunos de los fanáticos a medida que avanza el video y el baile se vuelve más excéntrico. Hacia el final del video, Healy y los fans se reúnen y bailan frenéticamente como grupo.
Antonio Harris de Soundigest opinó que el video musical de "TooTimeTooTimeTooTime" encajaba con la letra de la canción con temas tecnológicos, diciendo: "La canción trata sobre las comunicaciones entre la era en línea, y la base de fans de 1975 lo representa perfectamente". Alessandra Rincón de Billboard elogió los coloridos fondos de la imagen. En su reseña del video para Nylon, Taylor Bryant escribió: "[...] es fácil olvidar lo encantadores que pueden ser los videos musicales cuando solo muestran a personas pasando el rato, pasando un buen rato y disfrutando de estar viva. Bueno, [la banda] está aquí para recordarte ". Wandera Hussein de The Fader elogió la imagen "cursi". El escritor de Stereogum, Tom Breihan, dijo que el disfrute del video por parte de un espectador "depende completamente de si [ellos] encuentran a Healy encantador o no", y agregó: "No se sorprenderá al descubrir que me gusta el video. Tiene energía y brillo, es divertido de ver y ejecuta la tarea más importante de hacer que [al espectador] le guste más la canción ".

## Créditos y personal
Créditos adaptados de las notas de la portada del álbum A Brief Inquiry into Online Relationships.
- George Daniel – compositor, productor, programación, batería, teclados, percusión, sintetizador
- Guendoline Rome Viray Gomez – compositor, programación, batería, sintetizador, coros
- Matthew Healy – compositor, productor, teclados, guitarra, voz
- Ross MacDonald – bajo
- Jonathan Gilmore – ingeniero de grabación
- Robin Schmidt – ingeniero de masterización
- Manny Marroquín – mezclador

## Posicionamiento en listas
| Lista (2018)                                            | Mejor posición |
| ------------------------------------------------------- | -------------- |
| Escocia (Scottish Singles Sales Chart)                  | 29             |
| Estados Unidos Hot Rock & Alternative Songs (Billboard) | 17             |
| Irlanda (IRMA)                                          | 29             |
| Reino Unido (UK Singles Chart)                          | 26             |
| Suecia Heatseeker (Sverigetopplistan)                   | 17             |
| Venezuela Top 100 Venezuela (National-Report)           | 33             |